# Museu Picasso de París
El Museu Picasso de París, conegut oficialment i en francès com Musée Picasso, és un museu situat a l'Hôtel Salé, en la rue de Thorigny, en el districte de Marais de París.

## L'edifici
L'hotel que acull la col·lecció va ser construït entre 1656 i 1659 per Pierre Aubert, senyor de Fontenay, un recaptador d'impostos sobre el monopoli de la sal (d'això prové el malnom "salé", salat) que es va fer ric. L'arquitecte va ser Jean Boullier, de Bourges, també conegut com a Boullier de Bourges; i les escultures van ser dutes a terme pels germans Gaspard i Balthazard Marsy i per Martin Desjardins. És considerat com una de les millors cases històriques del districte.

## El museu
Conté obres de Picasso de totes les èpoques i de totes les tècniques tot i que és particularment rica la seva col·lecció d'escultures. Les obres van ser seleccionades entre les de propietat de la família Picasso el 1979 com a manera de pagar l'impost de l'herència a l'Estat francès i segons una llei de 1968 que permetia pagar aquest impost en obres d'art en comptes de diners (sota la forma de donation o donació). A la mort de la seva vídua Jacqueline Picasso el 1986 es va produir una altra nova donació. Amb el temps, la col·lecció s'ha anat incrementant també amb adquisicions i donacions.

## La col·lecció
Els hereus van fer, en primera instància, una donació de 203 pintures, 158 escultures, 16 collages, relleus, 83 ceràmiques i més de tres milers de dibuixos i gravats. Més endavant es va iniciar una donació de Jacqueline Picasso que va enriquir el museu el 1990. Es tracta del Retrat de Jacqueline amb les mans creuades, així com 24 llibres de dibuixos, escultures i ceràmiques.
Fins ara, la col·lecció inclou 251 pintures, 160 escultures, 16 collages, 29 relleus, 107 ceràmiques, 1.500 dibuixos i 58 llibres i llibres il·lustrats.
A les sales d'exposició hi són també algunes peces de la col·lecció personal de Picasso, amb obres de Cézanne, Matisse, Rousseau, André Derain, Braque, Miró (Retrat de ballarina espanyola, Autoretrat), i objectes d'art africà.

## Directors del museu Picasso de París
- 1989-2005: Gerard Regnier (més conegut pel seu pseudònim, Jean Clair)
- Des del 22 d'octubre de 2005: Anne Baldassari.[1]